# پیتون لیست (بازیگر، زاده ۱۹۹۸)
پیتون لیست (به انگلیسی: Peyton List) (زاده ۶ آوریل ۱۹۹۸) بازیگر آمریکایی است. از فیلم‌های او می‌توان به بازی در مرد عنکبوتی ۲، ۲۷ لباس، دفترچه خاطرات یک بی‌عرضه: چله تابستون، مرا بیاد داشته باش، جسی، تعویض، عنکبوت‌های کاغذی و شاگرد جادوگر اشاره کرد.
وی همچنین در سال ۲۰۱۶ جرو زیباترین زنان جوان قرار گرفت.

## اوایل زندگی
لیست ۶ آوریل ۱۹۹۸ زاده شد. او دارای دو برادر، اسپینسر دوقلو و یک برادر جوانتر فونیکس است، که هر دو بازیگر هستند.
او در دانشکده کارول (PS 58) برای مدرسه ابتدایی و مدرسه صدای جدید برای هنرهای علمی و خلاق (MS 443) برای مدرسه راهنمایی، هر دو در شهر نیویورک حضور داشت. او در دبیرستان اوج پارک در کالیفرنیا، جایی که او در سال ۲۰۱۶ فارغ‌التحصیل شد.

## زندگی حرفه‌ای

### مدلینگ
پیتون در سال ۲۰۱۱ یک مدل برای مجله عدالت بود. او همچنین در پوشش دختر دختر ۲۰۰۹ در مورد بازگشت به مدرسه ظاهر شده است.
او در بیش از چهار صد تبلیغات در فرمت‌های مختلف، برای شرکت‌های مختلف ظاهر شده است.

### بازیگری
پیتون در کنار رابرت پتینسون در فیلم "مرا به یاد داشته باشید" به عنوان یک دختر که خواهر کوچولو شخصیت پاتینسون را دوست دارد، ظاهر شد. در سال ۲۰۱۰، لیست در فیلم دیزنی "شاگرد جادوگر" و "Secrets of the Network" در شبکه‌های تلویزیونی Lifetime در کنار جری رایان و کای پاناباکر ظاهر شد.
پیتون که در دفتر خاطرات یک بچه Wimpy برگزیده شده‌اند: قوانین رادیکر و خاطرات یک بچه کثیف: روزهای سگ. او تا به حال نقش اصلی را به عنوان هالی هیلز، خرد گرگ. از سال ۲۰۱۱ تا ۲۰۱۵، او به عنوان عزیز راس، فرزند ارشد چهار فرزند، در سریال کانال دیزنی جسی، همراه با دبوی رایان و خاطراتش از کارن برار، همکار ستارگان ویمپوی بچه، ستاره دار شده است. در ۲۵ فوریه ۲۰۱۵ اعلام شد که جسی پس از فصل چهارم خود به پایان خواهد رسید و این فهرست همراه با برار و اسکای جکسون نقشهای خود را در سری Buncard منتشر خواهند کرد.
فهرست اعضای فعال کانال ستاره دیزنی است.

### زندگی شخصی
در مارس ۲۰۱۱، پتون با خانواده اش در نیویورک زندگی می‌کرد. خانواده پایتون تا ۱۶ سالگی به لس آنجلس نقل مکان کرده بودند.

## فیلم‌شناسی
| سال  | عنوان                                        | نقش                   | توضیحات بیشتر |
| ---- | -------------------------------------------- | --------------------- | ------------- |
| ۲۰۰۴ | مرد عنکبوتی ۲                                | دختر کوچک در حال بازی |               |
| ۲۰۰۷ | محصول 3c                                     | وینی جوان             | فیلم کوتاه    |
| ۲۰۰۸ | ۲۷ لباس                                      | جین نیکولز جوان       |               |
| ۲۰۰۸ | به یاد داشته باشید، به یاد داشته باشید زمانی | لونا                  | فیلم کوتاه    |
| ۲۰۰۹ | اعترافات یک سوفولات                          | دختر کفش فروش         |               |
| ۲۰۱۰ | ۳ حیاط خلوت                                  | امیلی                 |               |
| ۲۰۱۰ | مرا فراموش نکن                               | سامانتا               |               |
| ۲۰۱۰ | شاگرد جادوگر                                 | بکی (جوان)            |               |
| ۲۰۱۰ | مرگ و میر                                    | وندی میلر             |               |
| ۲۰۱۰ | اهنگ میریام                                  | میریام                | فیلم کوتاه    |
| ۲۰۱۱ | خاطرات یک بچه احمق:قوانین رودریک             | هولی هیلز             |               |
| ۲۰۱۱ | قرض گرفته شده                                | دارسی رون (جوانی)     |               |
| ۲۰۱۲ | مشکلی با کال                                 | کالی آبیون (جوانی)    |               |
| ۲۰۱۲ | خاطرات یک بچه احمق:ای سگ                     | هولی هیلز             |               |
| ۲۰۱۴ | کوتوله هفتم                                  | پرنسس رز              | گوینده        |
| ۲۰۱۶ | تنزل                                         | لیانا                 |               |
| ۲۰۱۶ | تعویض                                        | الی اوبراین           |               |
| ۲۰۱۷ | ناامید کننده                                 | مکنزی                 |               |
| ۲۰۱۸ | کبرا کای                                     |                       |               |